# Brasted
Brased est un village et une paroisse civile du district de Sevenoaks dans le Kent en Angleterre.
La population était de 1 429 habitants en 2011.